# Dragoș Neagu
Dragoș Neagu (* 28. Februar 1967 in Bukarest) ist ein ehemaliger rumänischer Ruderer, der 1988 Olympiazweiter im Zweier ohne Steuermann war. Bei Weltmeisterschaften gewann er dreimal Silber und einmal Bronze in vier verschiedenen Bootsklassen.

## Sportliche Karriere
Dragoș Neagu siegte bei den Junioren-Weltmeisterschaften 1984 zusammen mit Ioan Șnep und Steuermann Iulian Sachelarescu im Zweier mit Steuermann. 1985 belegte er mit Adrian Zamfir und Steuermann Marian Nae den zweiten Platz. Seine erste Medaille in der Erwachsenenklasse gewann der 1,98 m große Neagu bei den Weltmeisterschaften 1987 in Kopenhagen, als er zusammen mit Dănuț Dobre im Zweier ohne Steuermann den zweiten Platz hinter den Briten Andrew Holmes und Steven Redgrave, aber vor den für die Sowjetunion rudernden Weltmeistern von 1985 und 1986 Juri und Nikolai Pimenow belegte. Im Jahr darauf bei den Olympischen Spielen 1988 in Seoul traten die Pimenows im Vierer an. Im Zweier gewannen Dobre und Neagu den ersten Vorlauf, im zweiten Vorlauf siegten Sadik Mujkič und Bojan Prešern aus Jugoslawien und im dritten Vorlauf lagen Holmes und Redgrave vorn. Im ersten Halbfinale siegten die beiden Rumänen vor den Jugoslawen, im zweiten Halbfinale gewannen die Briten vor dem Boot aus Belgien. Im Finale lagen die Briten im Ziel 1,22 Sekunden vor den Rumänen, dahinter erkämpften die Jugoslawen die Bronzemedaille.
Bei den Weltmeisterschaften 1989 in Bled startete Neagu in zwei Bootsklassen zusammen mit Ioan Șnep. Im Zweier ohne Steuermann belegten die beiden den fünften Platz. Mit Steuermann Marin Gheorghe gewannen sie Silber hinter dem italienischen Boot mit den zweifachen Olympiasiegern Carmine und Giuseppe Abbagnale sowie Giuseppe Di Capua. 1990 erreichte Neagu mit dem gesteuerten Zweier den vierten Platz bei den Weltmeisterschaften in Tasmanien. 1991 wechselten Neagu und Șnep in den Vierer mit Steuermann. Bei den Weltmeisterschaften 1991 in Wien gewannen Dănuț Dobre, Dragoș Neagu, Valentin Robu, Ioan Șnep und Steuermann Dumitru Răducanu die Silbermedaille hinter dem deutschen Vierer. Im Jahr darauf bei den Olympischen Spielen 1992 in Barcelona trat Neagu zusammen mit Vasile Tomoiagă im Zweier ohne Steuermann an. Nach dem dritten Platz im Vorlauf belegten sie im Hoffnungslauf abgeschlagen den letzten Platz.
Nach einem Jahr Pause trat Neagu bei den Weltmeisterschaften 1994 in zwei Bootsklassen an. Mit dem Vierer ohne Steuermann belegte er den zwölften Platz. Der rumänische Achter gewann die Bronzemedaille hinter dem Boot des Gastgeberlandes und den Niederländern. 1995 trat Neagu bei den Weltmeisterschaften in Tampere im Einer und im Doppelvierer an, erreichte aber in beiden Bootsklassen keine vorderen Plätze.